# Барса
Футбольний центр «Барса» (англ. Barsa Football Center) — сумський обласний дитячо-юнацький футбольний центр.

## Історія
- 1981 р. — «ДЮСШ-3»
- 1991 р. — СДЮШ олімпійського резерву «Зміна»
- 2012 р. — ОКР ДЮСШ «Футбольний центр „Барса“»

Дитячо-юнацький футбольний центр «Барса» створено 15 жовтня 2012 у рамках Програми розвитку футболу в Сумської області (Україна).
У 2013 році команда брала участь у аматорському чемпіонаті України, а також аматорському Кубку України, проте в обох турнірах вилетіла вже на першому етапі.
З 2015 по 2016 рік команда футбольного центру брала участь у матчах Другої ліги України.

## Футбольний центр
Футбольний центр розрахований на навчання до 1000 дітей у віці від 6 до 17 років. Центр дає можливість дітям області безкоштовно займатися футболом у професійних тренерів на якісних полях. Згідно з програмою розвитку дитячо-юнацького футболу в Сумської області у всіх районних центрах до кінця 2015 року відкриються філії футбольного центру «Барса», що забезпечить якісним спортивним дозвіллям близько 30 000 дітей Сумської області у віці від 6 до 17 років. З жовтня 2013 року футбольний центр реалізував програму з безкоштовного навчання футбольних тренерів Сумської області з видачею дипломів категорії «С».
Інфраструктура центру включає одне велике футбольне поле і три поля меншого розміру, спортзал, фітнес-зал і адміністративні приміщення.

## Змагання
2012 року учні Сумської ЗОШ № 18, а тепер вихованці «Барси», перемогли, зайнявши 1 місце у шкільному Євро-2012, у Національному кубку шкільного футболу, в якому взяли участь більше 10 000 команд.
| 2013 | Чемпіонат Сумської області ДЮФЛ, U-14,U-16 1 місце                    |
| 2013 | Чемпіонат Сумської області ДЮФЛ, U-15 2 місце                         |
| 2013 | Турнір «Шкіряний м'яч» (зональні змагання) U-11, U-13 1 місце         |
| 2013 | Турнір «Шкіряний м'яч» (фінальні змагання) U-11 2 місце, U-13 1 місце |

## Вихованці
- Артем Безродний — 1995 рік СДЮШОР «Зміна» (Суми) — чемпіон Росії: 1996, 1999, 2000, 2001, Бронзовий призер чемпіонату Росії: 2002, Володар Кубка Росії: 2002/03, Найкращий півзахисник України серед юнаків: 1994, списках 33-х найкращих футболістів Росії: № 3 — 1999, 2000[9]
- Олег Гусєв — 2000 рік СДЮШОР «Зміна» (Суми) — чемпіон України 2004, 2007, 2009, 2015, Бронзовий призер чемпіонату України: 2013, Володар кубка України 2005, 2006, 2007, 2015, Володар Кубка Першого каналу 2008, Володар Суперкубка України 2011[9]
- Олександр Бандура — 2003 рік СДЮШОР «Зміна» (Суми) — Фіналіст кубка України: 2011–2012[9]
- Антон Шиндер — 2004 рік СДЮШОР «Зміна» (Суми) — Фіналіст кубку України 2013–2014[9]
- Єгор Лугачов — 2012 рік СДЮШОР «Зміна» (Суми) — гравець молодіжної збірної України[9]